# Walsheim
Pour l’article homonyme, voir Walsheim (Sarre).
Walsheim est une municipalité du Verbandsgemeinde Landau-Land, dans l'arrondissement de la Route-du-Vin-du-Sud, en Rhénanie-Palatinat, dans l'ouest de l'Allemagne.

## Personnalités
- Oswald Damian (1889-1978), théologien protestant résistant au nazisme, est né et mort à Walsheim.